# The Birdcage
The Birdcage (Brasil: A Gaiola das Loucas / Portugal: Casa de Doidas) é um filme estadunidense de 1996 do gênero comédia, dirigido por Mike Nichols e com roteiro baseado em peça teatral de Jean Poiret.
Trata-se de um remake do filme franco - italiano La Cage aux Folles de 1978.

## Sinopse
O filme narra a chegada de Val Goldman à casa dos pais, um casal homossexual formado por Armand, o gerente de uma boate drag de Miami, e Albert, a atração principal do estabelecimento. Val volta para casa para anunciar que está noivo de Barbara, filha do senador republicano ultraconservador Kevin Keeley.
Com a ocorrência de um escândalo sexual em seu partido político, Kevin e sua esposa Louise decidem que o momento é propício para deixar sua filha se casar com Val (para fazer a mídia se focalizar no casamento e esquecer o escândalo), sem imaginar como é a família do noivo.
E, para ajudar o filho, Armand e Albert vão ter que rebolar para virarem outras pessoas.

## Elenco
- Robin Williams .... Armand Goldman
- Gene Hackman .... senador Kevin Keeley
- Nathan Lane .... Albert Goldman
- Dianne Wiest .... Louise Keeley
- Dan Futterman .... Val Goldman
- Calista Flockhart .... Barbara Keeley
- Hank Azaria .... Agador
- Christine Baranski .... Katherine Archer

## Recepção da crítica
The Birdcage tem recepção favorável por parte da crítica especializada. Com tomatometer de 77% em base de 43 críticas, o Rotten Tomatoes publicou um consenso: “Mike Nichols disputas performances agradavelmente divertidas de Robin Williams e Nathan Lane neste divertido, se não for absolutamente essencial, remake da comédia francesa La Cage aux Folles”. Tem 80% de aprovação por parte da audiência, usada para calcular a recepção do público a partir de votos dos usuários do site.

## Prêmios e indicações
Óscar
- Indicado: Melhor direção de arte (Bo Welch e Cheryl Carasik)[2]

Globo de Ouro
- Indicado: Melhor filme - comédia ou musical
- Indicado: Melhor ator em filme - comédia ou musical (Nathan Lane)

MTV Movie Awards
- Indicado: Melhor performance cômica (Robin Williams)
- Indicado: Melhor dupla (Robin Williams/Nathan Lane)

Satellite Awards
- Indicado: Melhor ator em filme - comédia ou musical (Nathan Lane)
- Indicado: Melhor ator coadjuvante em filme - comédia ou musical (Gene Hackman)

Screen Actors Guild Awards
- Vencedor: Melhor elenco num filme
- Indicado: Melhor ator coadjuvante em filme (Nathan Lane)
- Indicado: Melhor ator coadjuvante em filme (Hank Azaria)